# 薑亞綱

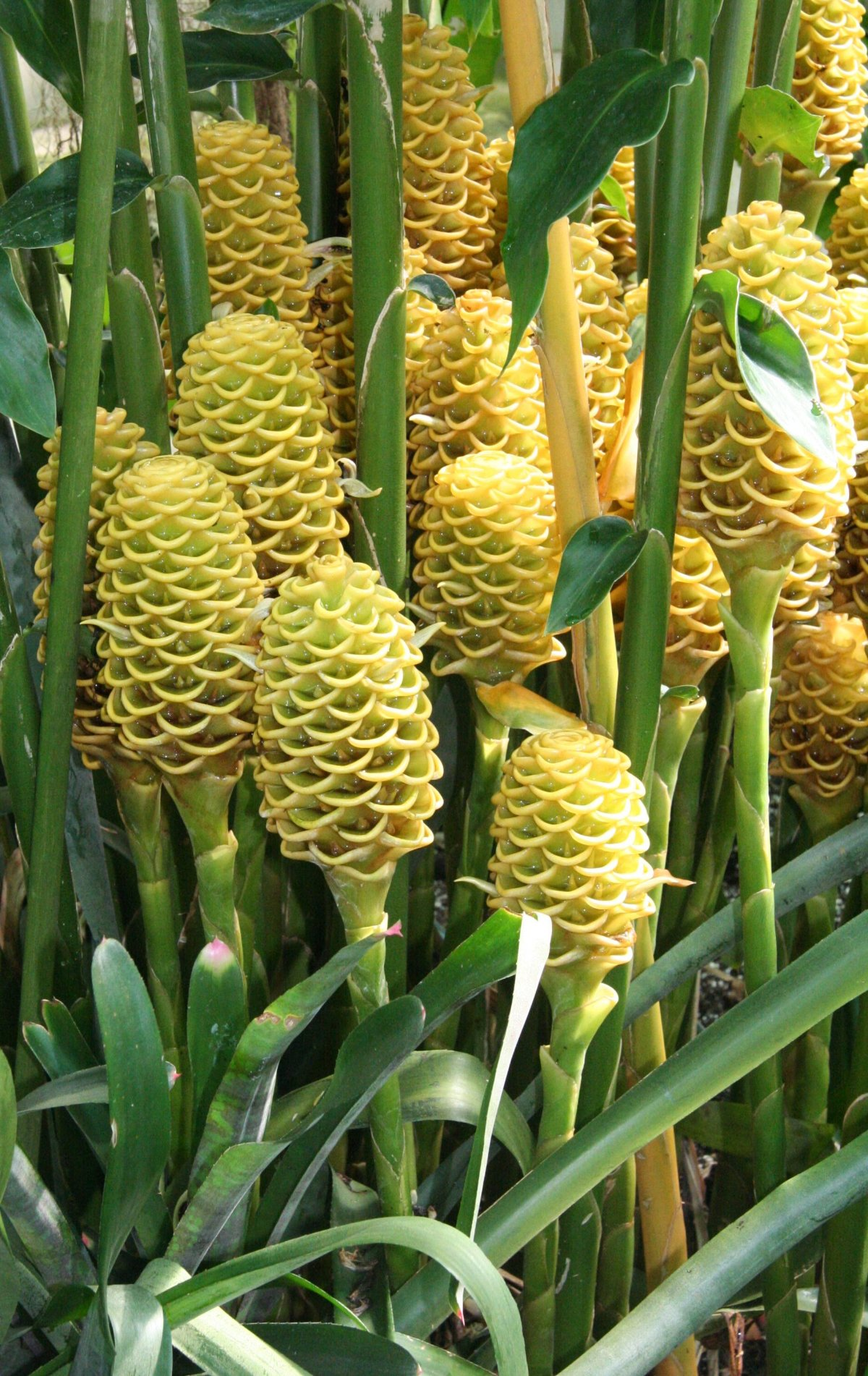

薑亞綱（Zingiberidae）是克朗奎斯特分類法对顯花植物分類中採用的種綱以下、目以上的分類。共包括2個目：
1. 鳳梨目
2. 薑目

在其他分類方法中，可能包括不同的目，但都會包括薑科。APG II 分類法中沒有亞綱一级的分類，這些植物都是分別包括在薑目和新設立的禾本目中，放到鴨跖草分支之下。
Chris Baird Smells